# 郭宇
郭宇，中华人民共和国政治人物、全国脱贫攻坚先进个人。

## 生平
郭宇任大庆市杜尔伯特蒙古族自治县克尔台乡党委副书记、乡长。因在脱贫攻坚战中作出突出贡献，2021年2月25日全国脱贫攻坚总结表彰大会上，郭宇被授予“全国脱贫攻坚先进个人”。